# دافور فلاشكوفاتش
دافور فلاسكوفاش (ولد في 22 يوليو 1967) ؛هو لاعب جودو بوسني.

## الإنجازات
| عام  | المسابقة                | مكان | فئة الوزن            |
| ---- | ----------------------- | ---- | -------------------- |
| 1996 | بطولات الجودو الأوروبية | 5    | خفيفة الوزن (71 كلغ) |
| 1995 | بطولات الجودو الأوروبية | 3    | خفيفة الوزن (71 كلغ) |

## روابط خارجية
- دافور فلاشكوفاتش على موقع الفيدرالية الدولية للجودو (الإنجليزية)
- دافور فلاشكوفاتش على موقع JudoInside.com (الإنجليزية)
- دافور فلاشكوفاتش على موقع أوليمبيديا (الإنجليزية)

- دافور فلاشكوفاتش على JudoInside.com